# Yūichirō Itō
Yūichirō Itō (jap. 伊藤 祐一郎, Itō Yūichirō; * 17. November 1947 in Izumi, Präfektur Kagoshima) ist ein parteiloser japanischer Politiker und war von 2004 bis 2016 Gouverneur von Kagoshima.

## Leben
Itō wurde nach seinem Studienabschluss an der rechtswissenschaftlichen Fakultät der Universität Tokio Beamter im damaligen Innenministerium, dann im Ministerium für Innere Angelegenheiten und Kommunikation, wo er 2001 und erneut 2004 bis zum stellvertretenden Staatssekretär/Vizeminister (daijin-kambō-shingikan) aufstieg. Von 2003 bis 2004 leitete er die dem Ministerium angeschlossene „Akademie für lokale Selbstverwaltung“ (jichi-daigakkō). Im Februar 2004 verließ Itō das Ministerium, um sich für die Nachfolge von Gouverneur Tatsurō Suga zu bewerben, der mit 79 Jahren nicht für eine dritte Amtszeit kandidierte.
Bei der Gouverneurswahl in Kagoshima am 11. Juli 2004 setzte sich Itō gegen Kōji Mizoguchi, einen ehemaligen Abgeordneten des Präfekturparlaments, und zwei abgeschlagene Kandidaten durch. 2008 wurde er bei geringer Wahlbeteiligung von 39 % mit nur einer KPJ-gestützten Gegenkandidatin und der Unterstützung aller übrigen Parteien im Präfekturparlament (LDP, DPJ, Kōmeitō, SDP) wiedergewählt. Itōs laufende zweite Amtszeit endet im Juli 2012. Bei der Gouverneurswahl am 8. Juli 2012 wurde er gegen einen KPJ-gestützten Antiatomkraftgegner klar für eine dritte Amtszeit bestätigt.
In seiner Zeit als Gouverneur stieg Kagoshima nach der Klassifikation des Innenministeriums aus der Gruppe der finanzschwächsten Präfekturen in die zweitschwächste Gruppe auf („Finanzkraftindex“ zaiseiryoku shisū: 2004: 0,263; 2007: 0,308). Er will unter anderem den Präfekturhaushalt sanieren und die geographische Nähe Kagoshimas zu China nutzen, um die Wirtschaft der Präfektur zu fördern.
Bei der Gouverneurswahl 2016 unterlag Itō mit LDP-Kōmeitō-Unterstützung dem DP-SDP-unterstützten ehemaligen Journalisten Satoshi Mitazono. Bei der Wahl 2020 kandidierte er erneut gegen Mitazono (nun von LDP und Kōmeitō unterstützt) und wurde von der KDP Kagoshima unterstützt, aber beide unterlagen Newcomer Kōichi Shiota.